# Water Island (Amerikanische Jungferninseln)

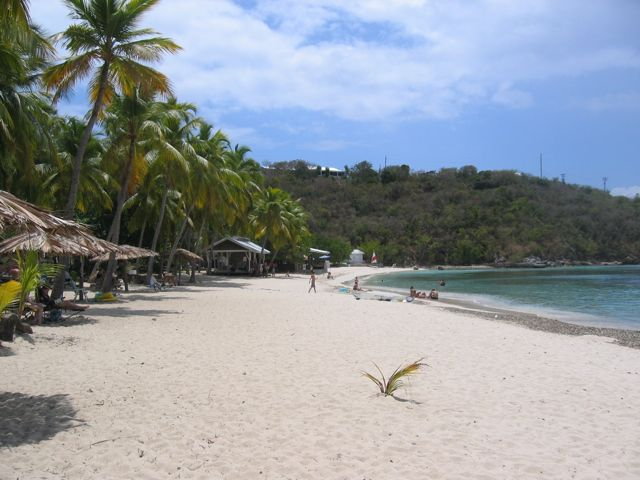
Honeymoon beach

Water Island, U.S. Virgin Islands (Dänisch: Vand ø) ist eine kleine bewohnte Insel südlich der Insel Saint Thomas vor Charlotte Amalie. Nordöstlich befindet sich die Insel Hassel. Water Island gehört politisch zu den Amerikanischen Jungferninseln. Die Landfläche beträgt 1,989 km2.
Die erste bekannte menschliche Besiedlung fand durch die Taíno im 15. Jahrhundert statt. Die Vulkaninsel verdankt ihren Namen den reichen Süßwasserquellen (in der Inselgruppe sonst selten). Dänemark hat die Insel spätestens 1769 in Besitz genommen. 1905 wurde sie an „det Østasiatiske Kompagni“ (die ostasiatische Gesellschaft) verkauft. 1917 wurden die anderen dänischen Jungferninseln an die Vereinigten Staaten verkauft, jedoch nicht Water Island. Die Ø.K. behielt die Insel bis 1944 und verkaufte sie dann an die Vereinigten Staaten. Die US-Armee baute daraufhin das Fort Segarra auf der Insel. Kurz nach dem Zweiten Weltkrieg wurden die Bauarbeiten jedoch nicht weiter fortgesetzt.
Der Subdistrict of Water Island ist heutzutage Teil des St. Thomas District. Der Subdistrict of Water Island ist das Verwaltungsgebiet von Hassel und Water Island.
Hauptattraktion sind die Strände, das frühere Fort Segarra und das Riff Supermarket Reef in Limestone Bay.